# Højene (Godsted Sogn)
Die 43 Højene (deutsch „Hügel“) genannten bronzezeitlichen Grabhügel bedecken eine Fläche von etwa 12.000 m² am Hejredevej, südlich des Hejrede Sø (See) nördlich von Godsted in der Guldborgsund Kommune auf Lolland in Dänemark. Benachbart liegt Lollands Østerborg, die mit etwa 4,0 km² größte eisenzeitliche Fornborg Dänemarks und die zweitgrößte ihrer Gattung in Nordeuropa.
Solch eine Massierung von erhaltenen Grabhügeln ist ungewöhnlich. Einige sind bis zu 1,5 m hoch und haben 5,0 bis 6,0 m Durchmesser. Das Gräberfeld war wesentlich größer. Nur Hügel, die in den Wäldern lagen, haben bis in unsere Zeit überlebt. In der Gemeinde Nysted sind z. B. 134 Hügel bekannt, die in den letzten 200–300 Jahren verschwanden. Es gibt noch eine Anzahl Grabhügel und ein Ganggrab im nordwestlich gelegenen Lars Jensen Skov.
Die Grabhügel wurden bereits 1852 vom Besitzer geschützt, und einige wurden 1904 ausgegraben, ohne dass etwas in ihnen gefunden wurde. Es wird angenommen, dass sie aus der späten Bronzezeit, (1000–500 v. Chr.) stammen, in der die Brandbestattung üblich war. 1980 kaufte Storstrøms amt einen Teil der Fläche und stellte ihn der Öffentlichkeit zur Verfügung.

Die Højene
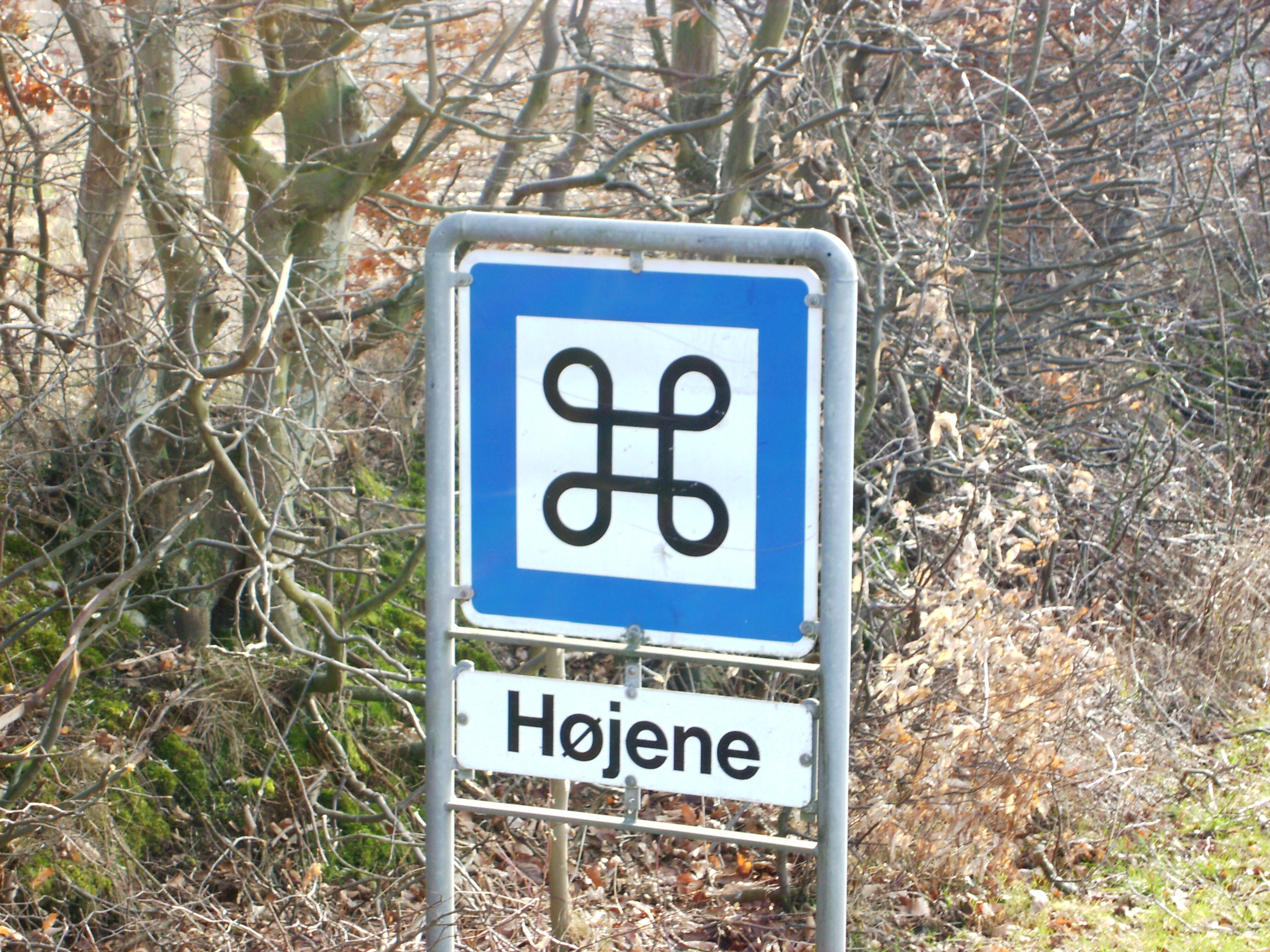
Højene
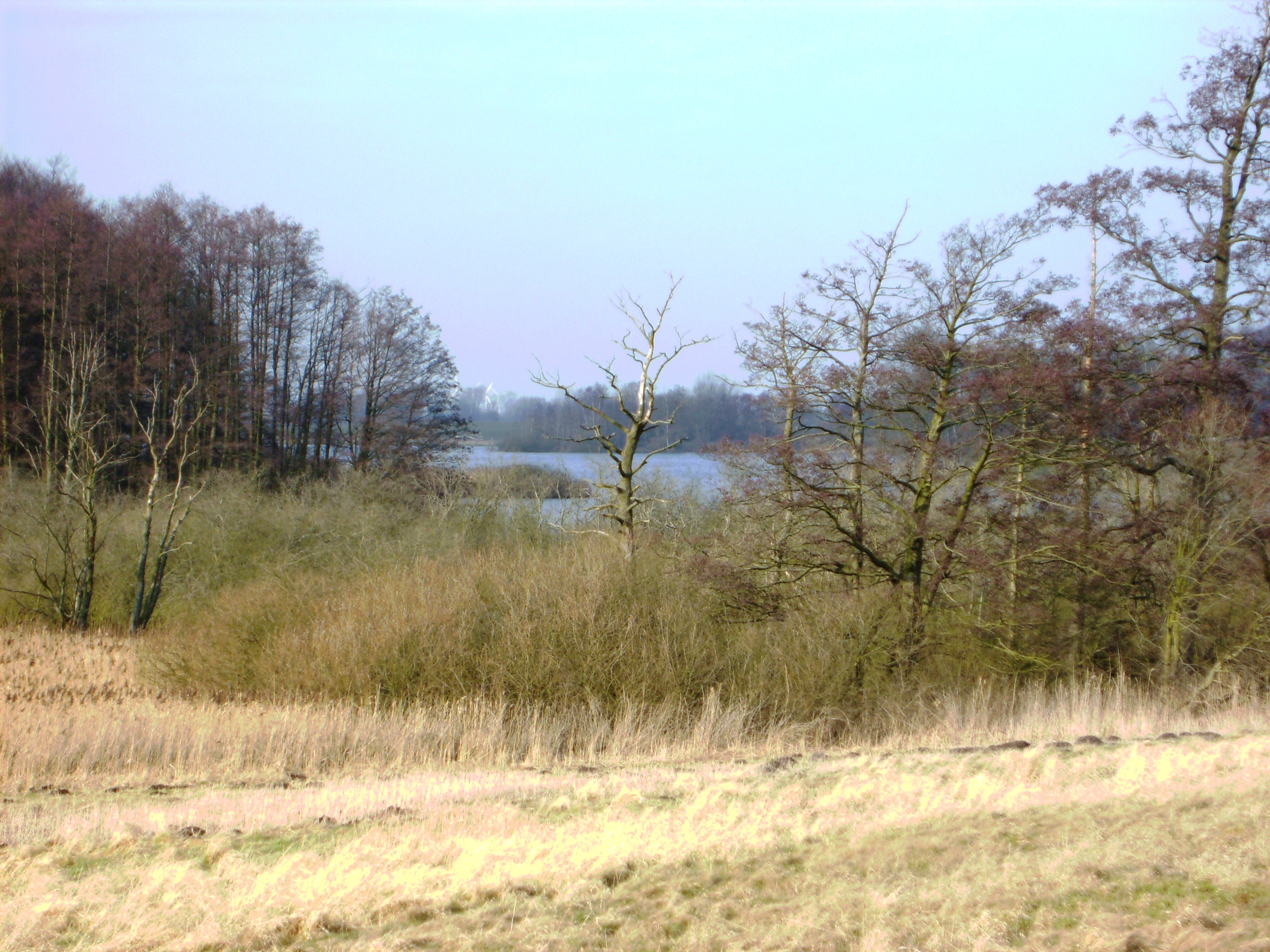
Seeblick
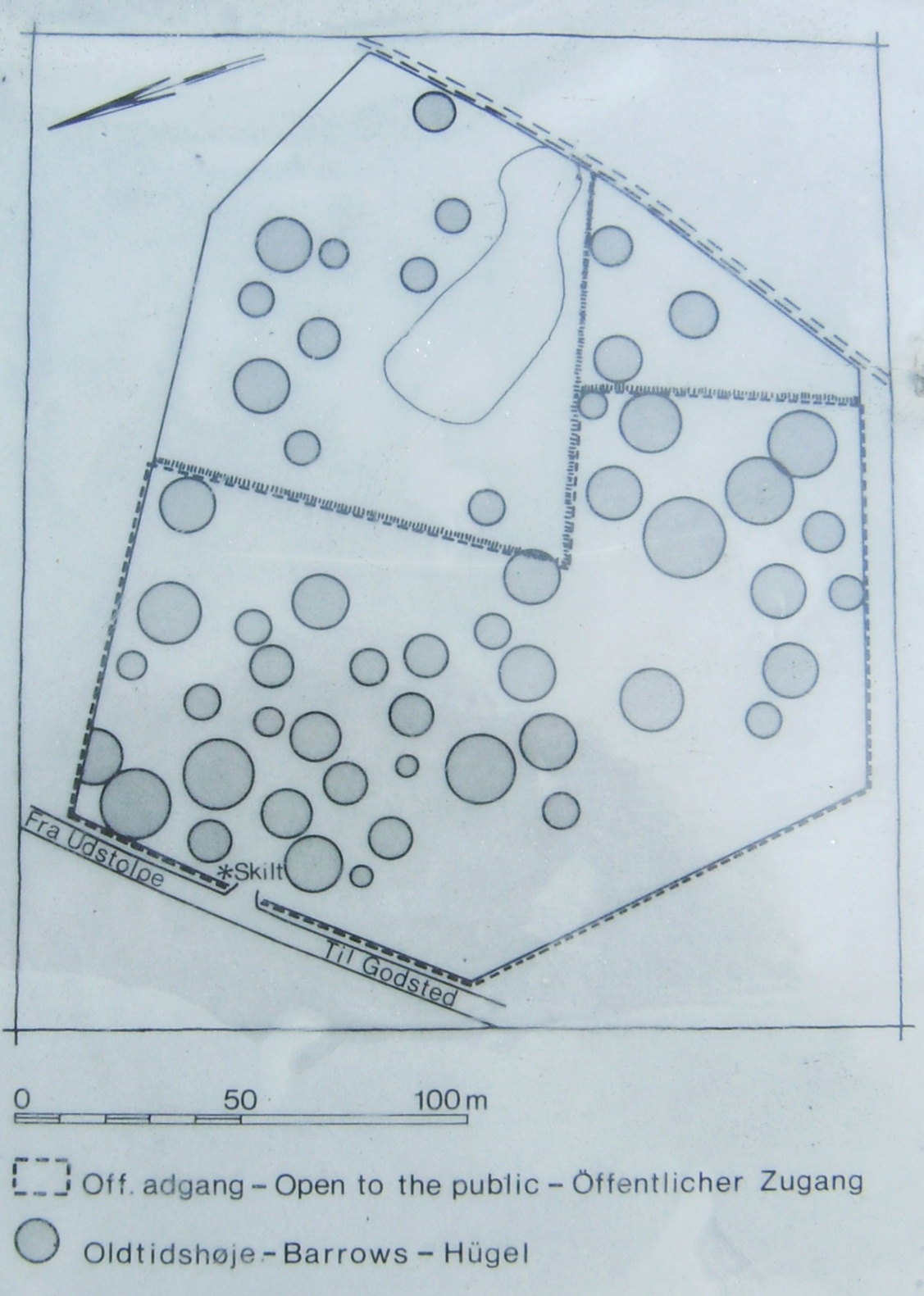
Lageplan
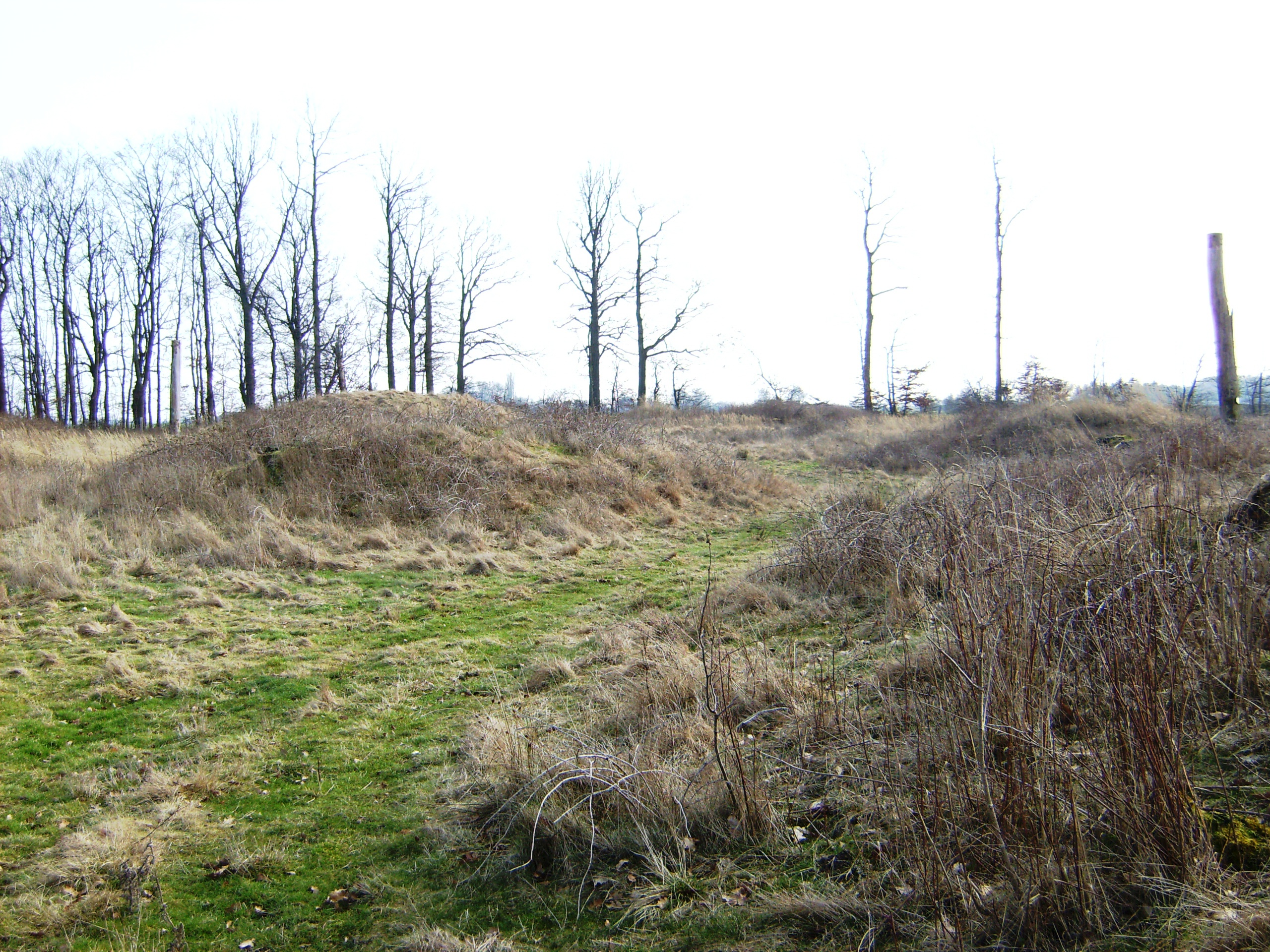
Hügel
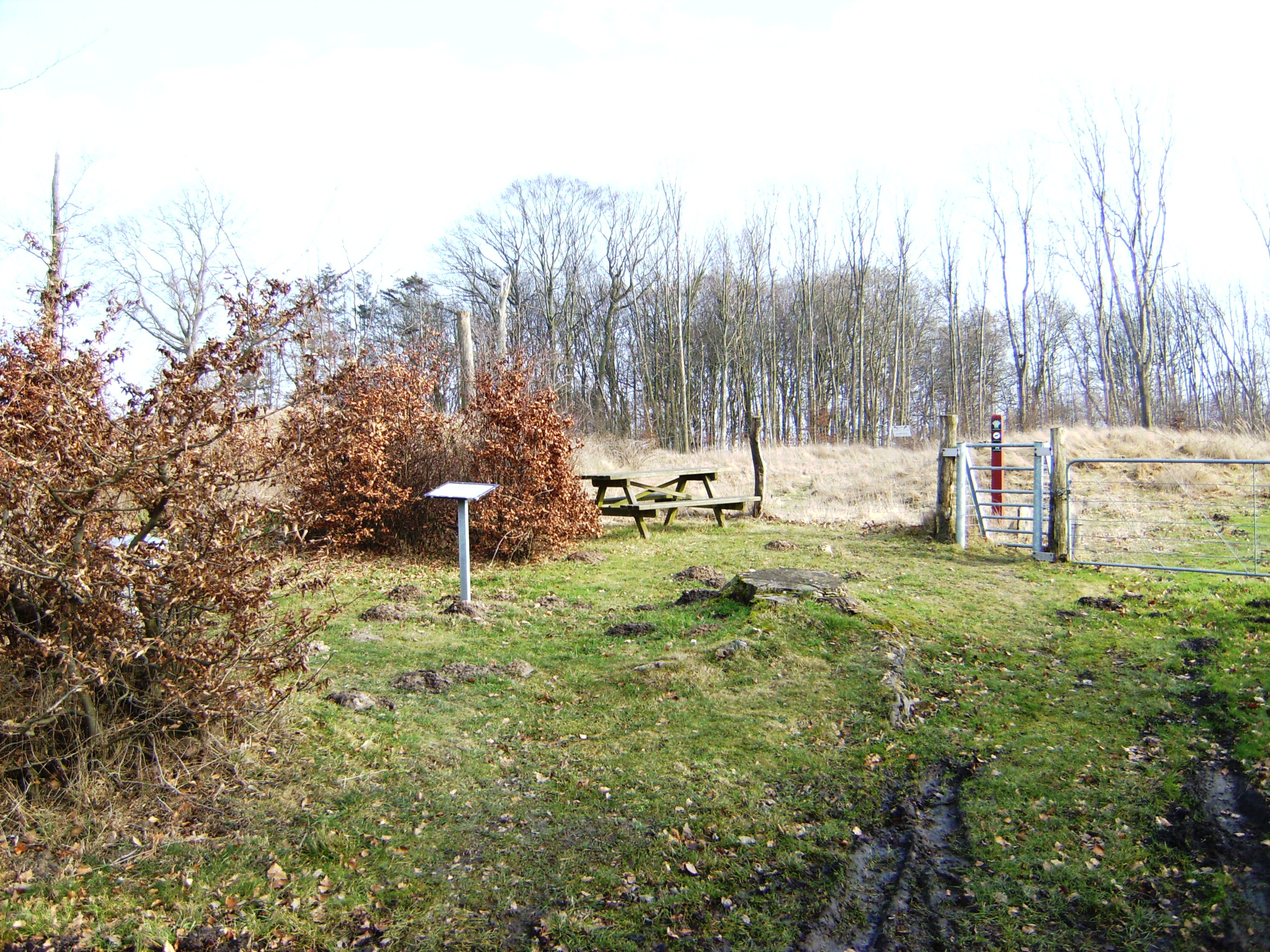
Zugang

Die Grabhügel wurden bereits 1852 vom Besitzer erhalten und einige Höhen wurden 1904 ausgegraben, ohne dass etwas in ihnen gefunden wurde. Es wird daher angenommen, dass die Höhen aus dem letzten Teil der Bronzezeit, 1000–500 v. Chr., stammen, wo von Verbrennung Gebrauch gemacht wurde.
Im Jahr 1980 kaufte der Kreis Storstrøms einen Teil der Fläche und stellte ihn der Öffentlichkeit zur Verfügung.

## Weitere Grabhügel
- Døeshøjene
- Målerhøj